# Valerianella pomelii
Valerianella pomelii är en kaprifolväxtart som beskrevs av Jules Aimé Battandier. Valerianella pomelii ingår i släktet klynnen, och familjen kaprifolväxter. Inga underarter finns listade i Catalogue of Life.